# 本多勝一
本多 勝一（ほんだ かついち、1932年1月28日 - ）は、日本の新聞記者・ジャーナリスト・作家。元朝日新聞編集委員。

## 経歴
長野県下伊那郡大島村（現在の松川町）に生まれる。
長野県飯田高松高校卒。高校3年次の担任はのちに日本古生物学会の会長を務めた鹿間時夫であった。同級に富永明夫がおり、後に本多の義兄となった。
本多には脳性小児麻痺の妹がいた。父は雑貨商を営んでおり、本多には薬科大学に進むことで薬局を加えた店の跡を継いでほしいと願っていた。本多は高校で木原均の講演に感銘を受け、京都大学で遺伝学を学びたいと考えたため、父と衝突した。結局、薬剤師の資格を取得すれば好きなことをやってもよいとの妥協案を受け入れ、千葉大学薬学部に進学。
1954年、千葉大を卒業して京都大学農学部農林生物学科へ1回生として入学、山岳部に入部。
山岳部の雰囲気はアルピニズムに傾倒しており、本多が心酔していた今西錦司や西堀栄三郎らから始まる探検の伝統は引き継がれていなかった。本多は現役生や若手OBと「パイオニア・ワーク」（創造的な登山）について議論を重ねつつ、海外遠征を目論み、同志とともに岩村忍や今西、京大カラコルム＝ヒンズークシ学術探検隊から帰還した梅棹忠夫（大阪市立大学助教授）らの助言を受けた。そうして山岳部二回生を中心にヒマラヤ遠征を計画したものの、若手OBの一部の反対は根強いものがあった。
本多らは梅棹に「煽動」され、まず探検家OBを講師とした「第1回探検講座」を5回にわたって実施。講師は今西、中尾佐助、川喜田二郎、桑原武夫、梅棹、藤田和夫であった。探検講座の最終回を終えた1956年3月2日の夜、同じく山岳部に所属していた高谷好一ら11人で日本初の探検部を創設。初代顧問は今西、梅棹、中尾、藤田、川喜田、伊谷純一郎であり、探検部長は今西の助言で芦田譲治に依頼した。
本多らは梅棹、今西、川喜田などの自宅を訪ねるなかで、とりわけ京都大学の近くにあった梅棹の自宅を頻繁に訪れた。梅棹は探検やフィールドワークのノウハウを情熱的に注ぎ込んだ。話題は多岐にわたり、談論風発の場となった。本多は、取材の方法や基本的なものの考えかたにおいて、生涯で最も深く強い影響を梅棹から受けた。
1956年、探検部で最初の海外遠征隊「東ヒンズークシ学術調査隊」を結成し、藤田和夫（大阪市立大学助教授）を隊長としてフォールドワークに赴いた。学生の隊員は本多と吉場健二の2名であった。京都駅には探検部や山岳部の関係者が集まり、今西の発声による「ヤッホー」の唱和で見送られた。その帰途、便乗していた貨物船が第一次南極観測に向かう『宗谷』とすれ違った。宗谷には副隊長で第一次南極越冬隊長となる西堀栄三郎が乗船しており、11月29日、無線ではじめて西堀と言葉を交わした。西堀は親友である今西への伝言を述べ、探検部が南極にも目を向けて実力をつけるよう助言した。
1957年、本多が隊長を務める京大探検部の3人でヒマラヤの6000m級処女峰シャハーンドクの登頂を試みたが、頂上まで100m余りの地点で敗退。
1958年、『知られざるヒマラヤ 奥ヒンズークシ探検記』（角川書店）を発刊。
1959年、朝日新聞社に入社。同期に筑紫哲也、轡田隆史らがいる。
1959年4月から1962年7月まで札幌勤務。1961年には入社3年目にして『きたぐにの動物たち』を59回にわたって連載し、同年、角川新書から「朝日新聞北海道支社報道部編」として出版された。序文を寄せた犬飼哲夫は本書を「いまだ記載されなかった人類の歴史の側面を語る新しい試み」であり、それが「成功をみたことは祝福に値する」と絶賛した。当時、朝日新聞や小雑誌などに執筆した紀行文・ルポルタージュは1979年に『北海道探検記』として発刊された。
1963年1月22日、愛知大学山岳部薬師岳遭難事故にて大スクープ。薬師岳の太郎小屋脇にヘリコプターで強行着陸し、本多が小屋の中を確認して報道したものであり、号外が発行された。
1963年の朝日新聞連載『カナダ・エスキモー』が注目を集め、つづいて1964年には『ニューギニア高地人』を連載、反響を呼んだ。本多はベトナム戦争の取材に取り組みたかったが、一連の連載が好評を博したため、1965年には『アラビア遊牧民』を連載。藤木高嶺とのコンビによるこれらのルポルタージュは「極限の民族」三部作とされ、文化人類学・民族学にインパクトを与えた。1964年に菊池寛賞を受賞。
1967年にはベトナム戦争が苛烈を極める南ベトナムを1年にわたって現地取材、連載ルポとして朝日史上最大の反響を呼ぶ。翌1968年には北ベトナムを取材。一連の報道はルポルタージュの白眉と言われ、1968年に第11回JCJ賞および第22回毎日出版文化賞、1969年にボーン・上田記念国際記者賞を受賞。
ベトナム戦争におけるアメリカの振る舞いを取材するなかでアメリカそのものを「よく見たい」と考え、1969年、アメリカ合州国を半年にわたって取材。
『思想の科学』1970年6月号に掲載された文化人類学批判「調査される者の眼」は反響を呼び、山口昌男は『展望』1970年10月号に「調査する者の眼：人類学批判の批判」を寄せた。本多は『展望』1971年8月号の「殺す者の眼：山口昌男の文章をめぐって」において、山口の批判には「自己顕示症」がみられると切って捨てた。
日中国交正常化前の1971年には中国における戦争中の日本軍の行動を中国側の視点から掘り起こした『中国の旅』を連載。本書は南京事件論争の大きなきっかけとなった。
1972年、加納一郎の古希記念事業として探検関係者の「総力を結集」した朝日講座『探検と冒険』全8巻の編集委員となり、第7巻『日本とその周辺』の責任編集を担った。
1972年6月22日、アイヌ民族の萱野茂が二風谷アイヌ文化資料館を開館した。開館式を取材した本多は、その後の萱野を継続的に支援した。萱野が1992年の第16回参議院議員通常選挙に日本社会党から比例代表で立候補した際には呼びかけ人となった。虐げられつづけるアイヌ民族についての報道・論考は、初任地の北海道支社勤務時代（1959年-1962年）から取り組んでおり、1983年には朝日新聞紙上で長期連載を行っている。
1972年10月から11月と1973年の5月から7月にかけて北ベトナムを石川文洋とともに取材。
1973年から月刊誌『家庭画報』と『潮』にてコラム「貧困なる精神」の連載を開始。「貧困なる精神」は『潮』に1988年2月号まで連載され、社外への寄稿を制限する朝日新聞社の方針に従って『朝日ジャーナル』に引き継がれた。
1975年6月から8月にかけて石川文洋とともにサイゴン陥落後のベトナムを取材。
1976年に『日本語の作文技術』を発刊し、1982年に文庫化。自身最大のベストセラーとなり、版を重ねている。
1978年2月から石川文洋とともにベトナムを取材し、ポル・ポト政権下におけるカンボジア大虐殺の証言を多数得た。1980年には政権崩壊後のカンボジアを現地取材し、虐殺を立証した。
1983年、12年ぶりに中国取材を行い、日本軍が杭州に上陸してから南京に至るまでの進撃コースをたどり、1984年には朝日ジャーナルに半年にわたって『南京への道』を連載。洞富雄や藤原彰らと南京事件調査研究会を立ち上げ、南京大虐殺の調査・報告を行った。
1991年、朝日新聞を定年退職。
『朝日ジャーナル』の最終号となった1992年5月29日号の連載コラム「貧困なる精神」において有志による日刊新聞の発行構想を発表した。
『噂の真相』1993年2月号のインタビューにおいて、日刊紙に先行して週刊誌の創刊を予定していることを公表。1993年7月から4号発行された月刊金曜日の編集委員となり、「創刊の言葉」の原案を起草。1993年11月の週刊金曜日発刊後、2024年まで編集委員を務める。1994年5月から1997年3月まで社長兼編集長を務め、1999年まで社長を務めた。
2003年4月から10月まで、山中登志子とともに月刊『あれこれ』を発刊。
2024年9月、週刊金曜日編集委員を退任。

## 評価
朝日新聞の記者として、1960年代から『極限の民族』三部作やベトナム戦争、アメリカにおける黒人やインディアンの問題などの多彩なルポルタージュを発表。祖父江孝男は1970年の本多との対談で「至るところでセンセーションを巻き起こし」たと述べている。
『極限の民族』三部作についての評価として以下がある。
- 『カナダ・エスキモー』
  - 竹西寛子「傑出した記録」「すぐれた感動的な記録」[29]
  - 岡正雄・松園万亀雄「民族学的教養と鋭敏な観察力，そして生彩ある描写力によって，エスキモーの生活実態を画き出している」[30]
  - 中根千枝「ルポとして実にすぐれたもの」「（『ニューギニア高地人』『アラビア遊牧民』よりも）ぬきんでたもの」[† 9][31]
- 『ニューギニア高地人』
  - 泉靖一「宇宙船が月に初めて到着する瞬間より大切な記録」[29]
  - 石川栄吉「貴重な学術資料を多く含んでいる」「（本多の「調査マン」としての能力を）なまなかの民族学者を数等上廻る」[32]
  - 中尾佐助「この本はニューギニアというより、新石器時代とはどんな時代であったかを知るために、世界で一番役立つ本」「英語でもこれに匹敵する本の存在を知らない」[33]
- 『アラビア遊牧民』
  - 伊藤勝彦「三部作のなかでも一番傑作」「日本人としての自分が何者であるかという問いをぼくらの前につきつけている」[29]
  - 桑原武夫「（中尾佐助の『日本こそ、世界の最後の秘境かもしれないね』という言葉とともに）私たちの思想を鍛える鉄床となるはずである」
- 『極限の民族』三部作
  - 米山俊直「立派な現地調査の態度と、しっかりした方法（による）学問的に見ても非常に貴重な資料」[34]
  - 祖父江孝男「生態学や人類学の素養を持った鋭い科学者の目がいつも感じられ、その内容はそのまま学術的報告としても通用する場合が多い」[35]

ベトナム戦争の取材にあたっても、解放区で自ら生活し、戦闘だけでなく解放区で暮らす人々の暮らしをあわせて詳細に記録した。陸井三郎は、米軍が前線に出てきてから終戦までの間に解放区における生活と戦闘を報じた外国人記者は（短期滞在を除けば）本多以外に現れなかったとし、本多の一連の作品を「歴史にのこる意義ふかい作品」と評した。
井川一久は、1978年発刊の『カンボジアはどうなっているのか』について、ポル・ポト政権下におけるカンボジア大虐殺の存在を「世界で最も早く実証しようとした試み」であるとする。1980年の現地取材をもとにする『カンボジアの旅』は、その「規模と様態を最も客観的な形で実証」した。
角幡唯介によれば、沢木耕太郎が意識する書き手の1人として本多を挙げたといい、「事実」を厳密に扱う本多の姿勢が日本のノンフィクション界に大きな影響を与えたとする。
角幡は、近代登山や探検、冒険を考える上で本多の著書は避けて通れず、必読であるとしている。2012年には『冒険と日本人』『新版・山を考える』『リーダーは何をしていたか』の3冊から再編集された『日本人の冒険と「創造的な登山」』が山と溪谷社から文庫で発刊され、2021年には『アムンセンとスコット』が朝日文庫で再版された。
もっとも発行部数の多い著作は1982年（単行本は1976年）に発刊された『日本語の作文技術』であり、文庫化から32年を経た2014年にも林修の推薦文による帯で再版されるなど、ロングセラーとなっている。続編である『実戦・日本語の作文技術』も合わせると累計100万部を超える。斎藤美奈子は『文章読本さん江』において、本書を丸谷才一『文章読本』、井上ひさし『自家製 文章読本』とともに文章読本界の新御三家とした。

## 受賞歴
- 1964年 - 「未開民族の内に身を挺して、苦楽の生活を共にし、画期的な報道をした功績」により第12回菊池寛賞[1][† 13]。
- 1964年 - 『カナダ・エスキモー』で朝日新聞社賞[1]。
- 1968年、『戦場の村』で第11回JCJ賞および第22回毎日出版文化賞[1]。
- 1969年 - ボーン・上田記念国際記者賞[1]。
- 1987年 - 「ルポルタージュを通じてアジアの今日的問題を掘り下げた功績」により、第3回大同生命地域研究賞特別賞[1]。

## 主張

### 日本語
日本において標準語が偏重され方言が軽んじられていることを批判している。一方で、普通語（標準語）以外の地方語が徹底的に弾圧されていた文化大革命期の中国を「共通語と方言（または少数民族言語）との間に階級差別のない関係」を実現したとして賞賛する発言も残している。

### 野球
新渡戸稲造の『野球と其害毒』（『東京朝日新聞』連載）の後を承け、『貧困なる精神』のすずさわ書店版第21集は『新版「野球とその害毒」』のサブタイトルで、野球害毒論を説いた。
朝日新聞社時代の同期で広島ファンの筑紫哲也が巨人の金満補強を嘆いて『週刊金曜日』に「野球自体への興味が薄れつつある」と書くと、本多は「結構なことだなあ。巨人がもっともっと大選手をかき集めて、毎年ひとり勝ちになって、巨人ファン以外はだれも職業野球になど関心を失って、球場が赤字つづきになる。すばらしいことではなかろうか。不正が敗北するわけだから。どうか巨人「軍」よ、来年も再来年も勝ちつづけてくれ」と感想を返した。

### 政治的スタンス
2010年6月、日本共産党機関紙の『しんぶん赤旗』6月号外に支持者の一人として名前を連ねている。2008年2月1日の「赤旗」創刊80周年によせての寄稿では、新聞をとるなら「赤旗」も併読紙として重要だと購読をすすめている。
2010年9月12日付の「赤旗」読者の広場（投書欄）に一読者として「選挙制度改正大運動に賛成」と題して小選挙区制を批判、2021年6月20日付同欄に東京都・ジャーナリスト・89歳として「東京五輪反対」の投書を行っている。

## エピソード

### 生年月日
本多の生年は、著書によって1931年（昭和6年）、1932年（昭和7年）、1933年（昭和8年）の3通りを記しており、どれが正しいのかは不明である。たとえば『中国の旅』ハードカバー版（1972年、朝日新聞社）によると1931年であり、同書文庫版（1981年、朝日新聞社）によると1933年であり、『殺される側の論理』（1982年、朝日新聞社）によると1932年であるという。2011年のインタビューでは本多は1931年生まれと語っている。生年月日を記した資料『現代日本人名録98』および『20世紀日本人名事典』によると、1932年1月28日生まれだが戸籍上は1931年11月22日生まれであるという。殿岡昭郎の『体験的本多勝一論』（2003年、日新報道）によると、1987年3月3日、京都地裁で開かれたベトナム僧尼団焼身自殺をめぐる民事裁判の原告本人質問にて、本多は「1933年4月28日生まれである可能性がある」と発言している。本多は「私はですね、いわゆる旧制中学に入って間もなく戦争が終わった世代なものですから」、「私が(旧制)中学二年になった一九四五年四月」と述べている。

### 「百人斬り競争」報道に関する名誉毀損訴訟
『中国の旅』にて、「2人の日本軍将校が百人斬り競争を行った」との当時の報道を紹介したことに対し、その将校の遺族3人から、事実無根の報道をされたとして、朝日新聞社等と共に謝罪や損害賠償を求める訴訟を起こされた（百人斬り競争#名誉毀損裁判）。2005年8月24日東京地裁は原告の請求を棄却した。原告は控訴したが、2006年5月24日東京高裁は一審判決を支持し、控訴を棄却した。原告は最高裁判所に上告したが、2006年12月22日最高裁は上告を棄却した。

### 写真のキャプションの正確性

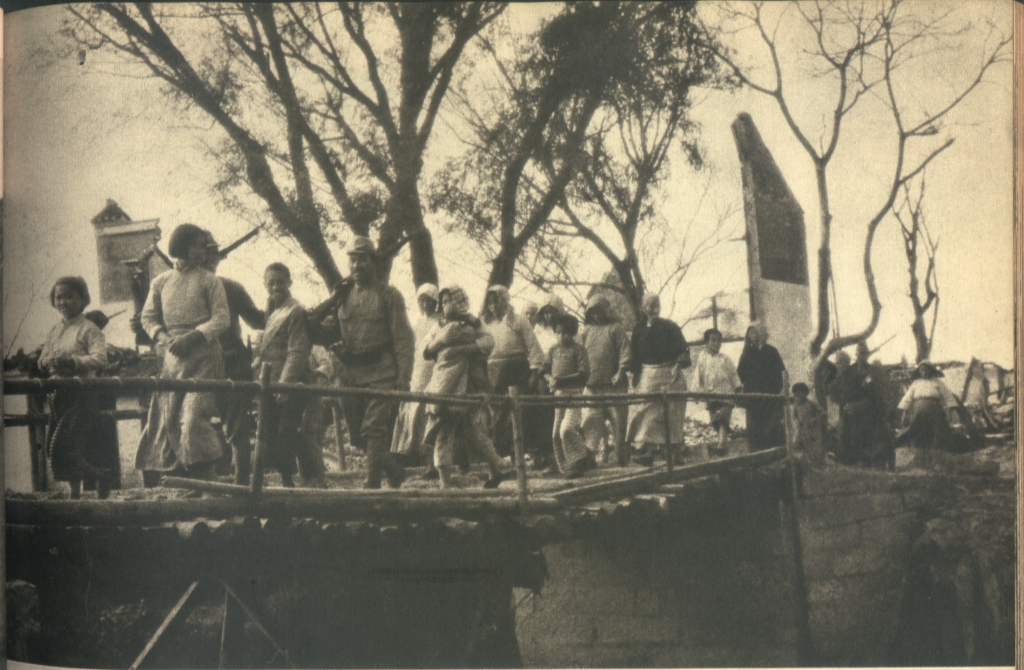
本多が自著『中国の日本軍』に掲載した写真

『中国の日本軍』において、「婦女子を狩り集めて連れて行く日本兵たち。強姦や輪姦は七、八歳の幼女から、七十歳を越えた老女にまで及んだ。」とキャプションをつけた写真を掲載している。産経新聞によれば、この写真は『アサヒグラフ』の1937年11月10日号に掲載された写真で、日本軍が保護する"日の丸部落"で農作業を終えて日本軍兵士に守られながら帰宅する女性や子供が写ったものであったが、中国側はこれを「旧日本軍が女性らを連行する場面」と紹介していたという。この写真は南京大虐殺紀念館でも展示されていたが、信憑性に乏しいと指摘されていた。同館がこの写真の展示をとりやめたことが2008年12月に明らかになっている。2014年にこの件について週刊新潮からのインタビューを受け、「アサヒグラフに別のキャプションで掲載されているとの指摘は、俺の記憶では初めてです」「確かに誤用のようです」とコメントした。

### 「週刊金曜日」の編集と経営
『新潮45』2000年12月号で、週刊金曜日を退社した元社員の西野浩史は「私が見た反権力雑誌『週刊金曜日』の悲惨な内幕」という文章を発表し、
- 井上ひさしが編集委員を退任した理由に「本多が（井上の友人である）大江健三郎を強く批判しているのに板ばさみになった」というものがあったにもかかわらず、それを隠蔽し「超多忙」などの理由とした。
- ホロコースト否認に強い興味と関心を抱いた本多は、その立場に立つ木村愛二の論文(ガス室」を再検証する立場)を掲載しようとしたが、周囲に強く反対され、やむを得ず掲載を見送った。本多は、西野の面前で「“木村愛二の原稿を載せるな”と言われた。編集長が副編集長に折れることがリベラルなのか」などと直接反対したMデスクについて批判した。
- 週刊金曜日社内で結成された労組にきわめて冷淡で「過半数になったら会社を転覆させる気か」などの言葉を投げつけた。

などを、自分の体験談として発表している。

## 著書

### 単著
- 『知られざるヒマラヤ 奥ヒンズークシ探検記』角川書店　1958
- 朝日新聞社北海道支社報道部編『きたぐにの動物たち』角川新書　1961[† 15]
- 『カナダ・エスキモー』藤木高嶺写真　朝日新聞社　1963　のち講談社文庫、朝日文庫　　（解説：梅棹忠夫）
- 『ニューギニア高地人』藤木高嶺写真　朝日新聞社　1964　のち講談社文庫、朝日文庫　　（解説：中尾佐助）
- 『エスキモー探検記』あかね書房　少年少女20世紀の記録 1965
- 『アラビア遊牧民』藤木高嶺写真　朝日新聞社　1966　のち講談社文庫、朝日文庫　　（解説：桑原武夫）
- 『戦場の村 ベトナムー戦争と民衆』朝日新聞社　1968　のち文庫　（解説：古在由重）
- 『冒険と日本人』二見書房　1968　のち集英社文庫、朝日文庫
- 『生きている石器時代 ニューギニアに人食い部落をもとめて』偕成社　少年少女ドキュメンタリー 1969
- 『きたぐにの動物たち』実業之日本社　1969　のち集英社文庫、朝日文庫
- 『北爆の下 ベトナムー破壊対建設』朝日新聞社　1969
- 『アメリカ合州国』朝日新聞社　1970　のち文庫　（解説：小田実）
- 『初めての山』二見書房　1970（解説：安川茂雄）
- 『殺される側の論理』朝日新聞社　1971　のち文庫　（解説：野坂昭如）
- 『事実とは何か』未来社　1971 のち朝日文庫（解説：小和田次郎）
- 『愉しかりし山』仮面社　1971
- 『ぼくは報道する 民族のすがた・声』筑摩書房　ちくま少年図書館 1971
- 『山を考える』実業之日本社　1971　のち朝日文庫（解説：武田文男）
- 『本多勝一著作集』全10巻　すずさわ書店　1972-77
- 『殺す側の論理』すずさわ書店　1972　のち朝日文庫
- 『戦争を起こされる側の論理』現代史資料センター出版会　1972
- 『中国の旅』朝日新聞社　1972 のち文庫　（解説：高史明）
- 『中国の日本軍』創樹社　1972
- 『NHK受信料拒否の論理』未来社　1973　のち朝日文庫
- 『北ベトナム』朝日新聞社　1973
- 『本多勝一対談集』すずさわ書店　1973
- 『貧困なる精神 悪口雑言罵詈讒謗集』全23巻　すずさわ書店　1974-93
- 『ベンハイ川を越えて』写真石川文洋　朝日新聞社　1974
- 『再訪・戦場の村』朝日新聞社　1975
- 『そして我が祖国・日本』すずさわ書店　1976 のち朝日文庫（解説：後藤総一郎）
- 『日本語の作文技術』朝日新聞社　1976　のち文庫（解説：多田道太郎）
- 『実戦・日本語の作文技術』朝日文庫
- 『ベトナムはどうなっているのか?』朝日新聞社　1977
- 『カンボジアはどうなっているのか?』すずさわ書店　1978
- 『初めての旅』スキージャーナル　1979（解説：森本哲郎）
- 『北海道探検記』すずさわ書店　1979　のち集英社文庫（解説：中野美代子）
- 『ルポルタージュの方法』すずさわ書店　1980（解説：上田敏）
- 『カンボジアの旅』朝日新聞社　1981
- 『ルポ短篇集』朝日新聞社　1981
- 『わかりやすい文章のために』すずさわ書店　1981
- 『旅立ちの記』講談社　1982　のち文庫
- 『憧憬のヒマラヤ』1982　集英社文庫　のち朝日文庫（解説：藤田和夫、薬師義美）
- 『しゃがむ姿勢はカッコ悪いか?』1983　潮文庫　のち朝日文庫（解説：新井直之）
- 『食事と性事』1983　集英社文庫
- 『そして我が祖国・日本』朝日新聞社　1983
- 『麦とロッキード』1983　講談社文庫
- 『職業としてのジャーナリスト』朝日新聞社　1984　のち朝日文庫（解説：筑紫哲也）
- 『日本人は美しいか』1985　講談社文庫
- 『アムンセンとスコット 南極点への到達に賭ける』教育社　1986　のち朝日文庫
- 『五〇歳から再開した山歩き』朝日新聞社　1987　のち文庫
- 『南京への道』朝日新聞社　朝日ノンフィクション　1987 のち文庫
- 『山とスキーとジャングルと』山と渓谷社　1987
- 『貧困なる精神 悪口雑言罵詈讒謗集』A～S集 朝日新聞社　1988-2004
- 『山登りは道草くいながら』実業之日本社　1988
- 『検証・カンボジア大虐殺』1989　朝日文庫
- 『マゼランが来た』谷川明生写真　朝日新聞社　1989　のち文庫（解説：太田昌国）
- 『ドイツ民主共和国』朝日新聞社　1990
- 『日本環境報告』1992　朝日文庫
- 『アイヌ民族』朝日新聞社　1993　のち文庫
- 『先住民族アイヌの現在』1993　朝日文庫
- 『貧困なる精神 悪口雑言罵詈讒謗集』Z、Y集　毎日新聞社　1993-94
- 『本多勝一集』全30巻　朝日新聞社　1993-99
- 『貧困なる精神 X集 (大江健三郎の人生)』毎日新聞社　1995
- 『貧困なる精神 W集 (天才と秀才)』毎日新聞社　1996
- 『滅びゆくジャーナリズム』1996　朝日文庫
- 『五五歳のときに登った山山』朝日新聞社　1997
- 『はるかなる東洋医学へ』朝日新聞社　1997　のち文庫
- 『リーダーは何をしていたか』朝日新聞社　1997　朝日文庫
- 『六〇歳の記念に登った山山』悠々社　1997
- 『母が泣いた日』光文社　1999
- 『マスコミかジャーナリズムか』2000　朝日文庫
- 『新・アメリカ合州国』2003　朝日文庫
- 『わかりやすい日本語の作文技術 大活字版』オークラ出版　2003
- 『さようなら 惜別の譜』影書房　2004
- 『中学生からの作文技術』2004　朝日選書
- 『貧困なる精神 悪口雑言罵詈讒謗集』T～V集 金曜日　2006-10
- 『南京大虐殺と日本の現在』金曜日　2007
- 『俺が子どもだったころ』朝日新聞社　2008
- 『新聞と新聞記者のいま』新樹社　2008
- 『六五歳ますます愉しい山山』朝日新聞出版　2009
- 『新・貧困なる精神 携帯電話と立ち小便』講談社　2009
- 『初めての山へ六〇年後に』山と溪谷社　2009
- 『疋田桂一郎という新聞記者がいた』新樹社　2009
- 『本多勝一逝き去りし人々への想い』講談社　2010
- 『貧困なる精神 悪口雑言罵詈讒謗集　24集（「英語」という“差別”「原発」という“犯罪”）』金曜日　2011
- 『本多勝一の戦争論 「侵略」をとらえる目』新日本出版社　2011
- 『日本人の冒険と「創造的な登山」 本多勝一ベストセレクション』山と溪谷社 ヤマケイ文庫　2012
- 『本多勝一の日本論 ロシア、アメリカとの関係を問う』新日本出版社　2012
- 『貧困なる精神 悪口雑言罵詈讒謗集 25集 (石原慎太郎の『狂った果実』)』金曜日, 2013
- 『貧困なる精神 悪口雑言罵詈讒謗集 26集 (「戦争」か侵略か)』金曜日, 2015
- 『貧困なる精神 悪口雑言罵詈讒謗集 27集　人類の契約』金曜日, 2018

### 共著・編著
- 『現代の冒険』編著　晩聲社　1977　ルポルタージュ叢書
- 『ペンの陰謀 あるいはペテンの論理を分析する』編　潮出版社　1977
- 『子供たちの復讐』編　朝日新聞社　1979　のち文庫（解説：加賀乙彦）
- 『ベトナム・中国・カンボジアの関係と社会主義とを考える』編　朝日新聞社　1979
- 『虐殺と報道』編　すずさわ書店　1980
- 『植村直己の冒険を考える』武田文男共編　朝日新聞社　1984　のち文庫
- 『知床を考える』編　晩聲社　1987
- 『文筆生活の方法』編　晩聲社　1987
- 『裁かれた南京大虐殺』編　晩聲社　1989
- 『天皇の軍隊』長沼節夫共著　1991　朝日文庫
- 『釧路湿原 日本環境の現在』編　1993　朝日文庫
- 『南京大虐殺を記録した皇軍兵士たち』　小野賢二 , 藤原彰 共編　1996　大月書店
- 『南京大虐殺歴史改竄派の敗北 李秀英名誉毀損裁判から未来へ』渡辺春己,星徹共著　教育史料出版会　2003
- 『山・自然との共生』山岡寛人共著　2004　旬報社ブックス 環境問題の未来
- 『南京大虐殺と「百人斬り競争」の全貌』星徹,渡辺春己共著　金曜日　2009

### 原作
- 『ハルコロ』石坂啓　1992-1993　潮出版社　のち岩波現代文庫

### 翻訳
- 『エスキモーの民話』すずさわ書店　1974　世界の民話シリーズ